# Hej patient

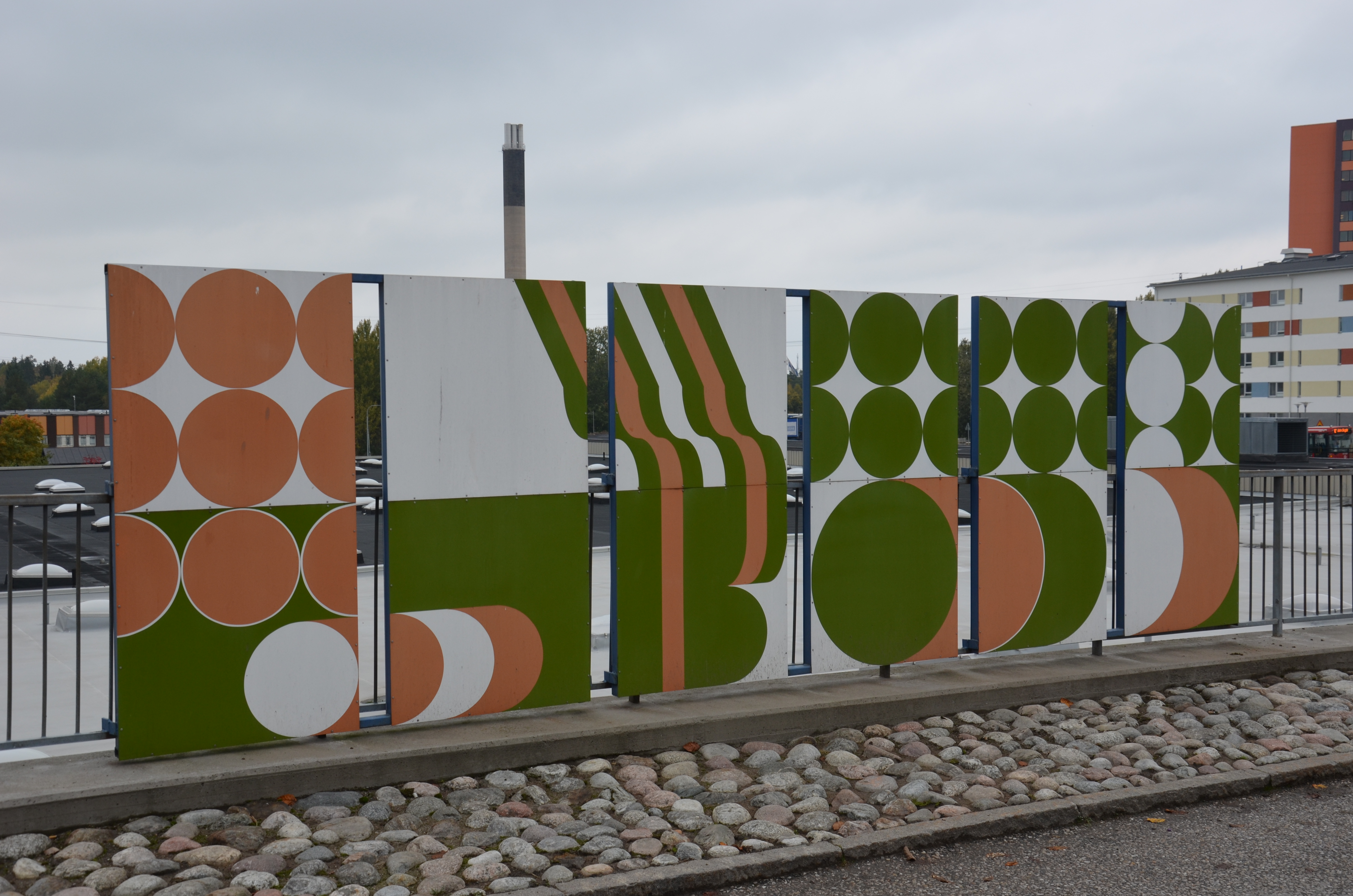
Hej patient

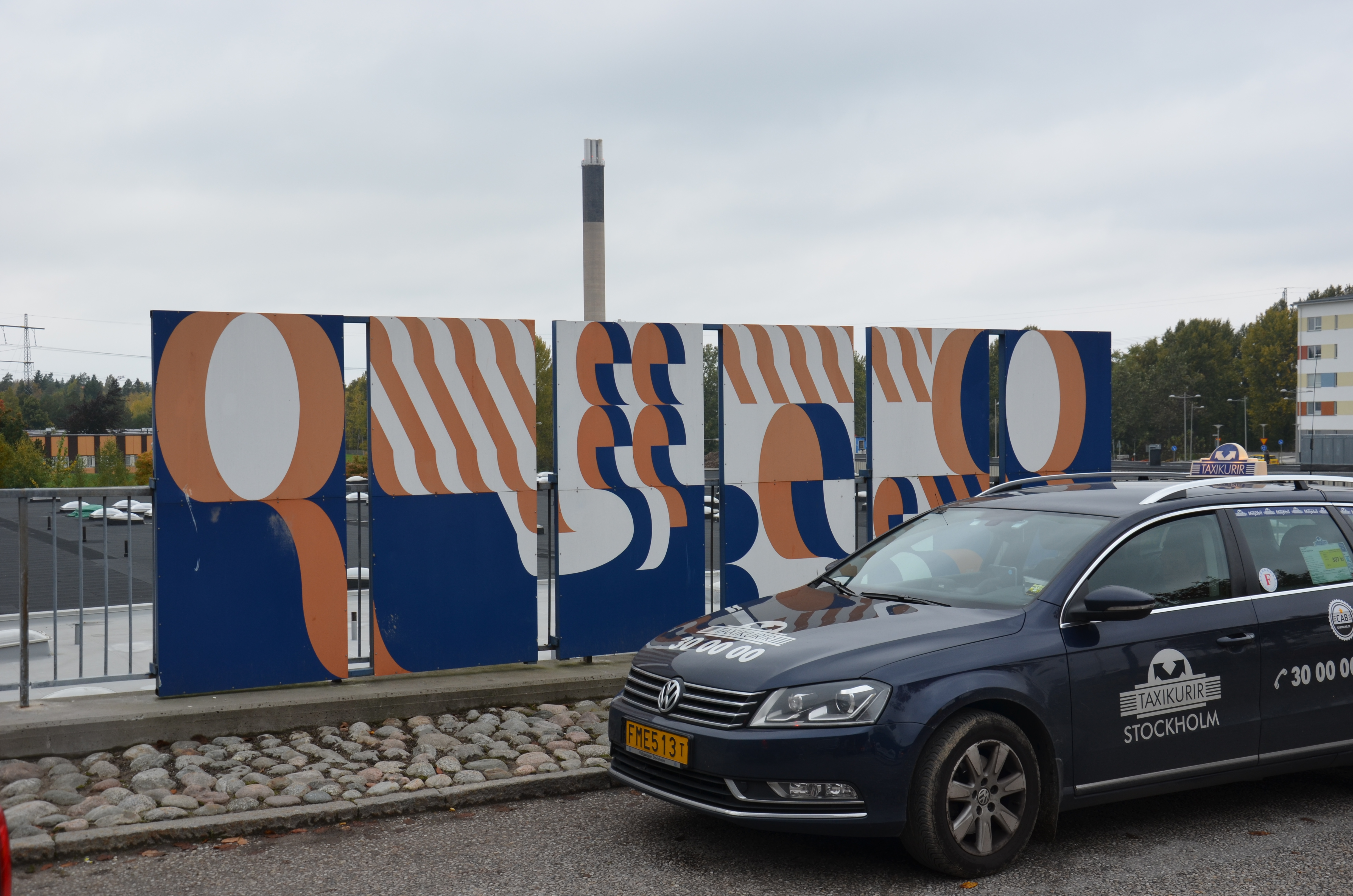
Hej patient

Hej patient är ett konstverk av Beck & Jung vid entrén till Huddinge sjukhus i Huddinge.
Konstverket skapades av konstnärsduon Holger Bäckström och Bo Ljungberg i samband med uppförandet av sjukhuset i 1970-talets början. Det består av brännlackerade aluminiumplåtar med markanta färgklickar med mönster från ett av Beck & Jung konstruerat "bildalfabet" med ett stort antal variationer av färger och mönster. Konstverket har två delar, dels en monumental vägg och dels enskilda plåtar på de betonggråa pelarna vid entrén. Tanken var att med kraftig kolorit liva upp betongen.
Skisser till konstverket finns bevarade på Skissernas museum i Lund.

## Fotogalleri

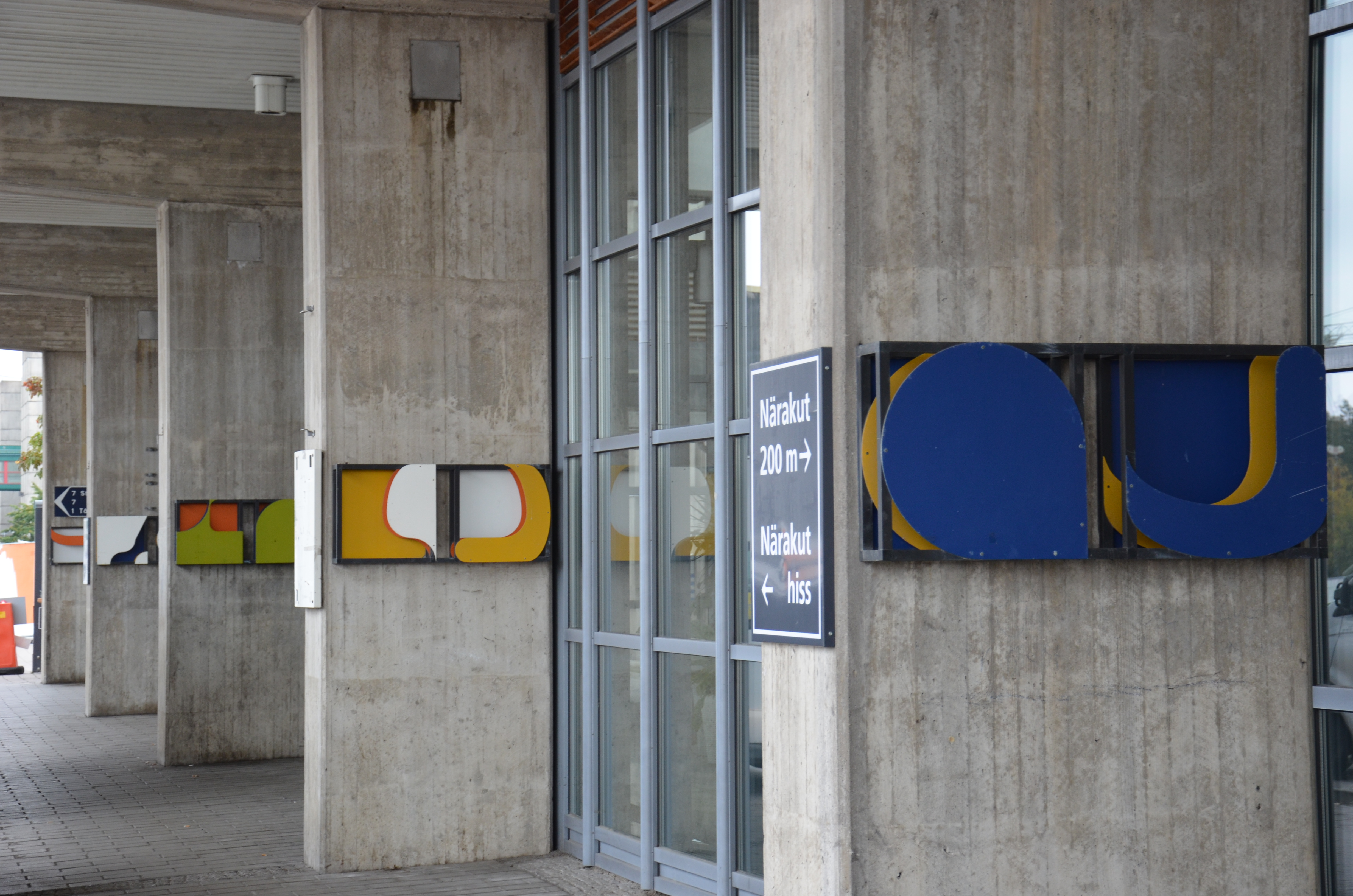
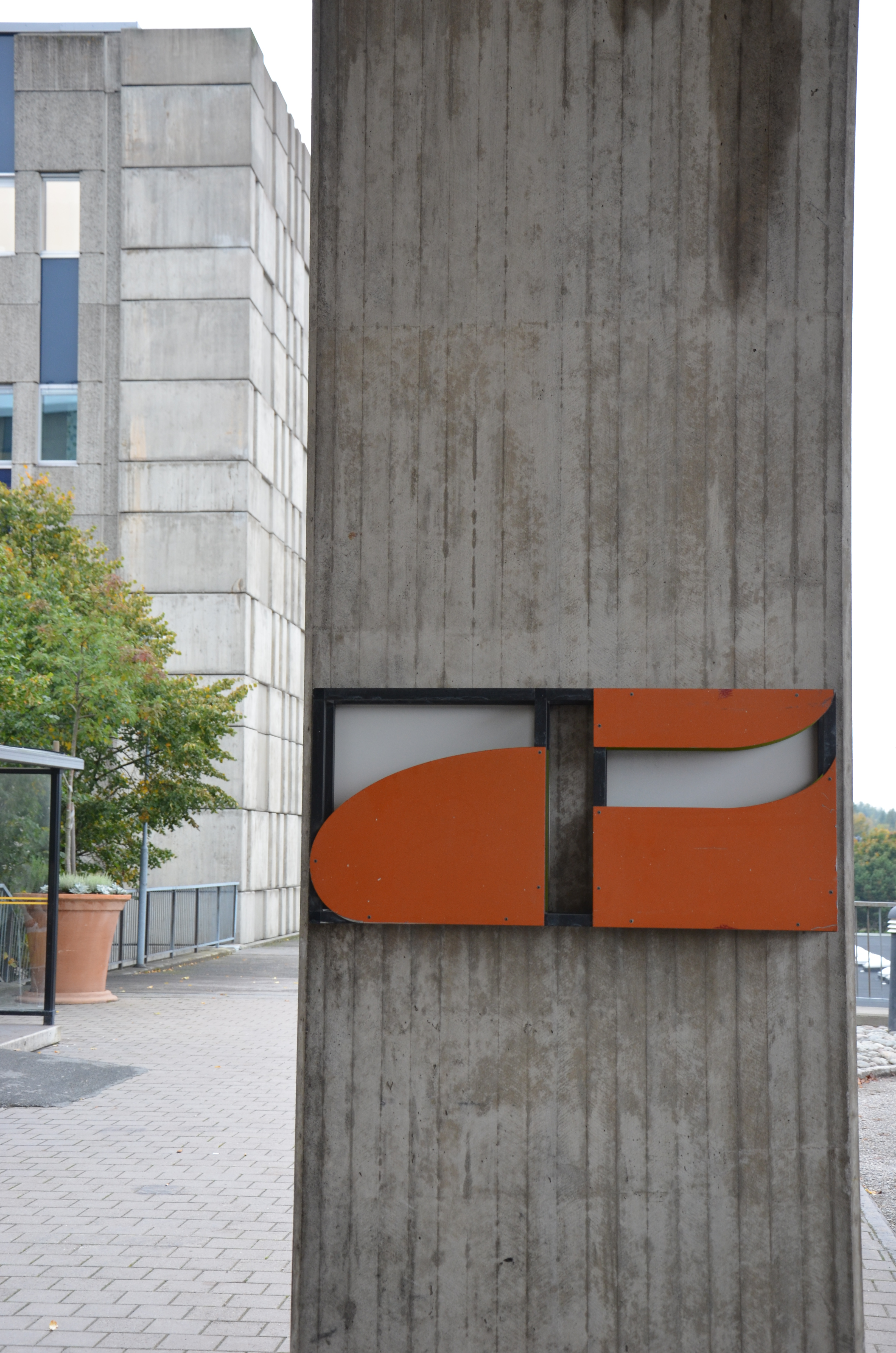
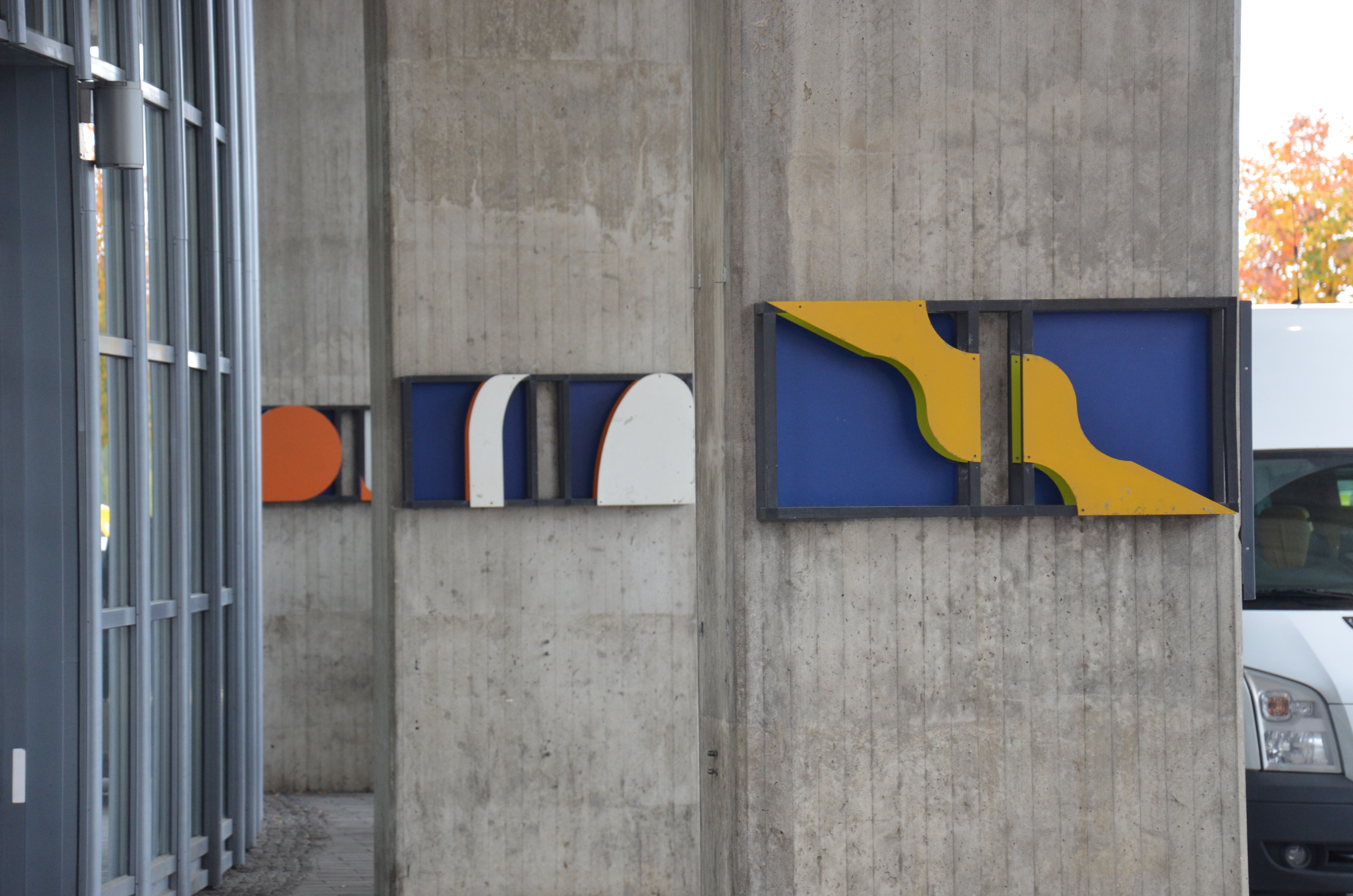
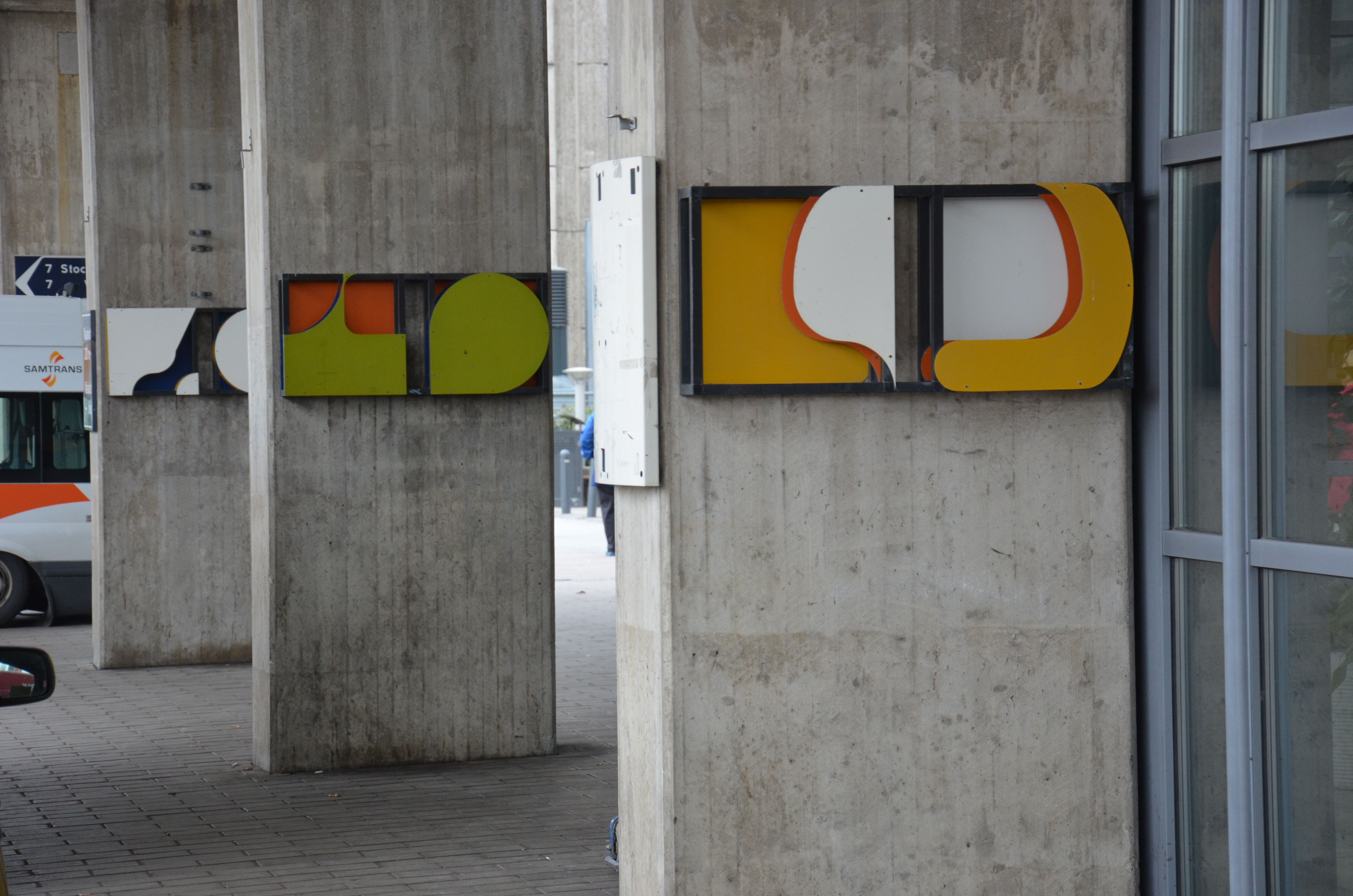